# Hamulec hydrokinetyczny
Hamulec hydrokinetyczny – hamulec w budowie i działaniu podobny do  sprzęgła hydrokinetycznego, z tą różnicą, że wał, na którym osadzony jest wirnik turbiny, jest utwierdzony i nie ma możliwości obracania się. Zwykle jest używany jako hamulec wspomagający. W większych jednostkach ciecz wymaga chłodzenia.
Hamulec hydrokinetyczny nie jest w stanie doprowadzić do pełnego zatrzymania mechanizmu, lecz jest w stanie rozproszyć pewną porcję energii.